# Rosa von Praunheim
Rosa von Praunheim, född Holger Bernhard Bruno Waldemar Mischwitzky 25 november 1942 i Riga i Lettland, är en tysk filmregissör, författare, konstnär och aktivist för homosexuellas rättigheter som verkat största delen av sitt liv i Berlin. Han betraktas internationellt som en av de viktigaste HBTQ-filmskaparna och aktivisterna.

## Karriär
Rosa von Praunheim har gjort över 150 filmer och är en av de mest betydande inom produktionen av spelfilmer och dokumentärer om homosexuella. Han började sin karriär på Nya tyska filmen som en senior medlem av Berlinskolan för undergroundfilm. Han tog det kvinnliga artistnamnet Rosa von Praunheim för att påminna folk om den rosa triangel som homosexuella fick bära i nazisternas koncentrationsläger. Han är en pionjär inom Queer Cinema och har verkat som aktivist för homosexuellas rättigheter.
Han har vunnit flera priser genom åren, bl.a. flera Teddy Award samt Rainbow Award på Lesbisch-schwules Stadtfest Berlin.

## Filmer (i urval)
- 1969 – Sisters of the Revolution
- 1970 – Die Bettwurst
- 1971 – It Is Not the Homosexual Who Is Perverse, But the Society in Which He Lives
- 1973 – Berliner Bettwurst
- 1973 – Axel von Auersperg
- 1977 – Tally Brown, New York
- 1979 – Army of Lovers or Revolt of the Perverts
- 1980 – Rote Liebe
- 1981 – Unsere Leichen leben noch
- 1981 – Red Love
- 1983 – City of Lost Souls
- 1984 – Horror vacui
- 1985 – A Virus Knows no Morals
- 1987 – Anita: Dances of Vice
- 1988 – Dolly, Lotte and Maria
- 1989 – Survival in New York
- 1990 – Silence = Death
- 1990 – Positive
- 1991 – Affengeil
- 1992 – Jag är min egen fru
- 1995 – Neurosia: 50 Years of Perversity
- 1999 – Der Einstein des Sex
- 1999 – Can I Be Your Bratwurst, Please?
- 1999 – Wunderbares Wrodow
- 2000 – Fassbinder's Women
- 2001 – Tunten lügen nicht
- 2002 – Kühe vom Nebel geschwängert
- 2002 – Pfui Rosa!
- 2002 – Queens Don't Lie
- 2005 – Men Heroes and Gay Nazis
- 2005 – Your Heart in My Head
- 2007 – Two mothers
- 2008 – Der rosa Riese
- 2009 – History of Hell
- 2010 – New York Memories
- 2011 – Die Jungs vom Bahnhof Zoo
- 2012 – King of Comics
- 2013 – ROSAS WELT – 70
- 2014 – Praunheim Memoires
- 2014 – Wie ich lernte, die Zahlen zu lieben
- 2015 – Tough Love